# Pfarrhaus (Oberalting)

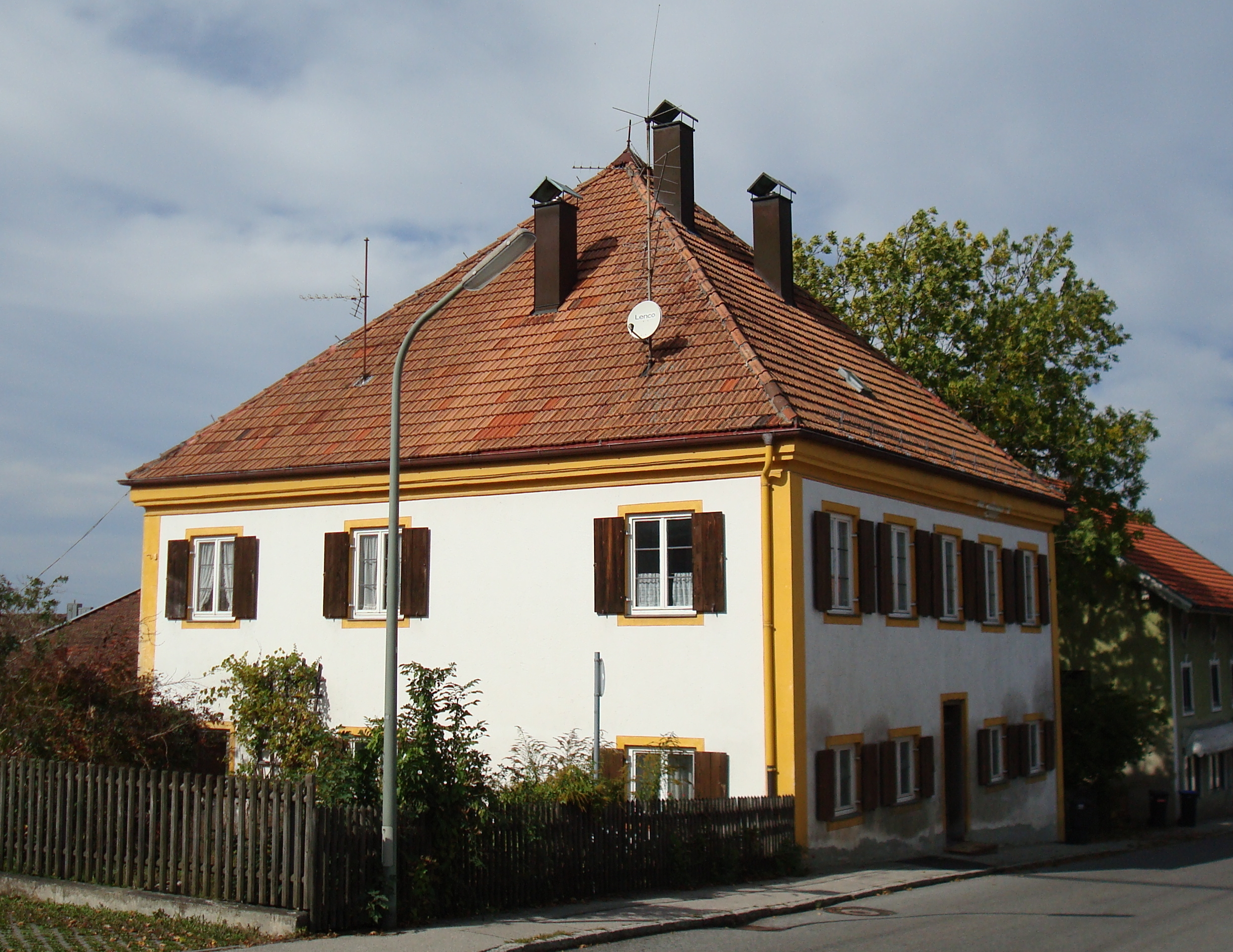
Pfarrhaus in Oberalting

Das katholische Pfarrhaus in Oberalting, einem Gemeindeteil von Seefeld im oberbayerischen Landkreis Starnberg, wurde im Jahr 1720 errichtet. Das Pfarrhaus an der Drößlinger Straße 4 ist ein geschütztes Baudenkmal. 
Der zweigeschossige barocke Bau mit Zeltdach und Traufgesims besitzt fünf zu drei Fensterachsen. In den Jahren 1833 und von 1880 bis 1900 erfolgte die Umwandlung des Wirtschaftsbereichs zum Wohnteil.